# Glycon

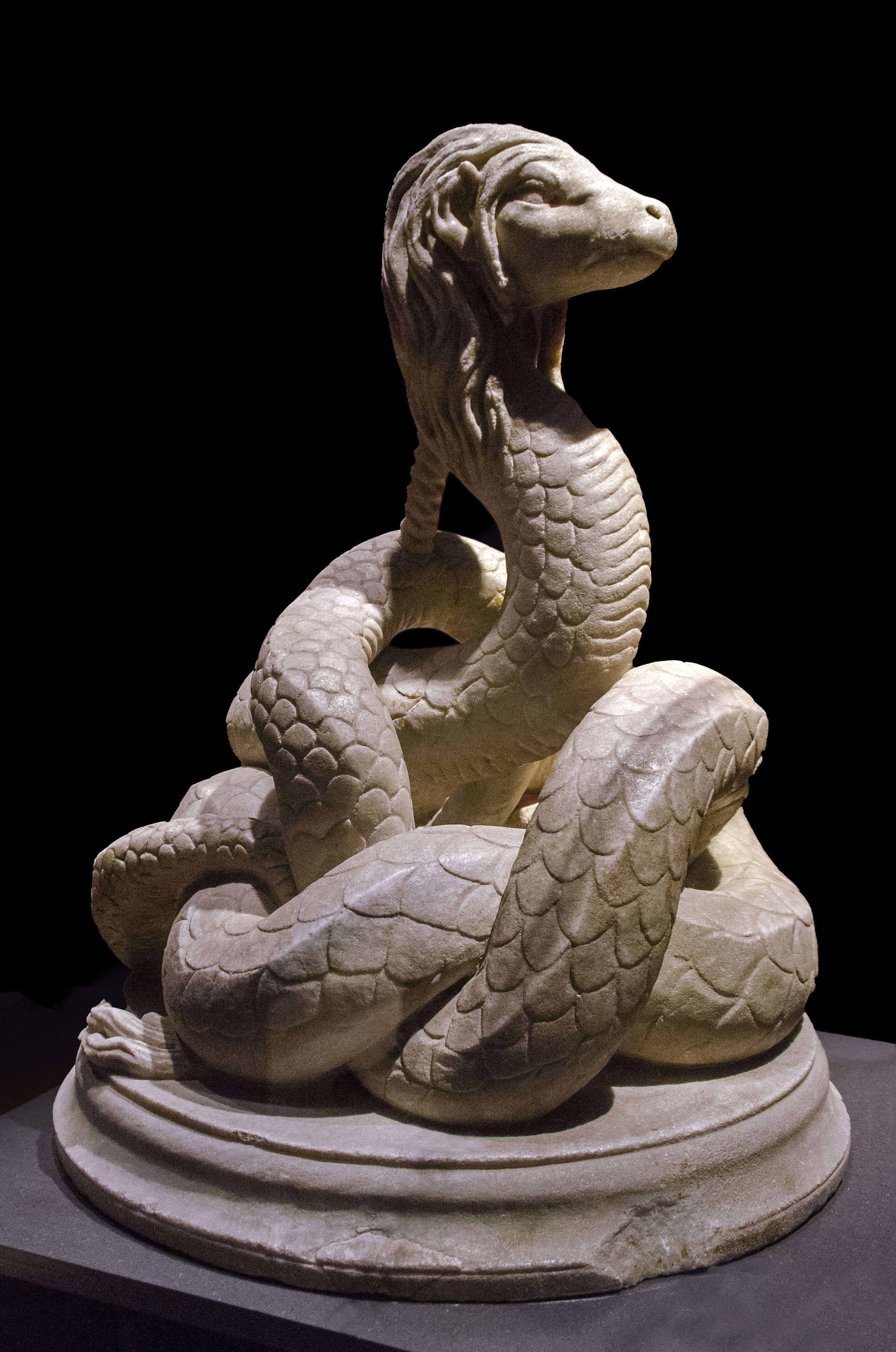
Statue du serpent Glycon retrouvée à Tomis, aujourd'hui Constanza, Roumanie. L'état de conservation de la statue semble indiquer qu'elle fut cachée à la fin de l'Antiquité pour échapper aux destructions pratiquées par les chrétiens.

Glycon (ou Glykon) est une divinité-serpent romaine, oracle initialement adoré dans la ville d'Abonuteichos, en Paphlagonie (Anatolie), sous le règne d'Antonin le Pieux. La principale mention de son existence est faite par le satiriste grec Lucien, qui a consacré un traité, Alexandre ou le faux prophète, au prophète grec Alexandre d'Abonuteichos qui avait fondé un culte à mystères de cette divinité, et que Lucien accusait d'imposture, de charlatanisme et de dérive sectaire.

## Des racines macédoniennes
L'oracle-serpent n'est pas issu de l'imagination fertile d'Alexandre d'Abonuteichos : il existe de solides preuves archéologiques de son existence auparavant. Il provient probablement de Macédoine, où la vénération d'oracles-serpents était habituelle depuis des siècles. Les Macédoniens donnaient en effet aux serpents des pouvoirs en matière de fertilité, et avaient développé une mythologie riche à ce sujet (la fécondation d'Olympias par Zeus métamorphosé en serpent en est un exemple). En outre le culte thrace de Sabazios avait aussi pour principal attribut le serpent et le culte de Glycon semble s'apparenter à celui d'Agathodémon.

## Le culte originel
Originellement, le culte du serpent alors nommé Glycon (le « doux ») était lié à la vénération non d'une abstraction mais d'un serpent réel censé incarner la divinité. Selon la mythologie du culte d'Abonuteichos, ce serpent de belle taille apparut après qu'Alexandre eut prédit la venue d'une nouvelle incarnation d'Asclépios.
Devant le peuple d'Abonuteichos rassemblé sur la place du marché de la ville à midi, Alexandre brisa un œuf de serpent contenant, selon lui, la divinité. Une semaine plus tard, il présenta un serpent de taille humaine censé être la divinité, ayant grandi prodigieusement vite. L'animal était doté de caractéristiques semi-humaines et portait une chevelure blonde. Il semblerait que ce fût un serpent apprivoisé (probablement un python d'Asie), affublé d'une espèce de masque peint de façon à figurer une tête humaine sous une coiffure en crins de cheval, placé par Alexandre dans le temple d'Asclépios. À la mort de l'animal, une effigie à son image le remplaça dans le temple.
Comme dans les cultes macédoniens antérieurs, la vénération du serpent concernait la fertilité. Les femmes stériles lui faisaient des offrandes afin de devenir enceintes. On disait aussi qu'il protégeait des épidémies. Selon Lucien, Alexandre profitait sans vergogne de toutes les offrandes.

## Diffusion et influence

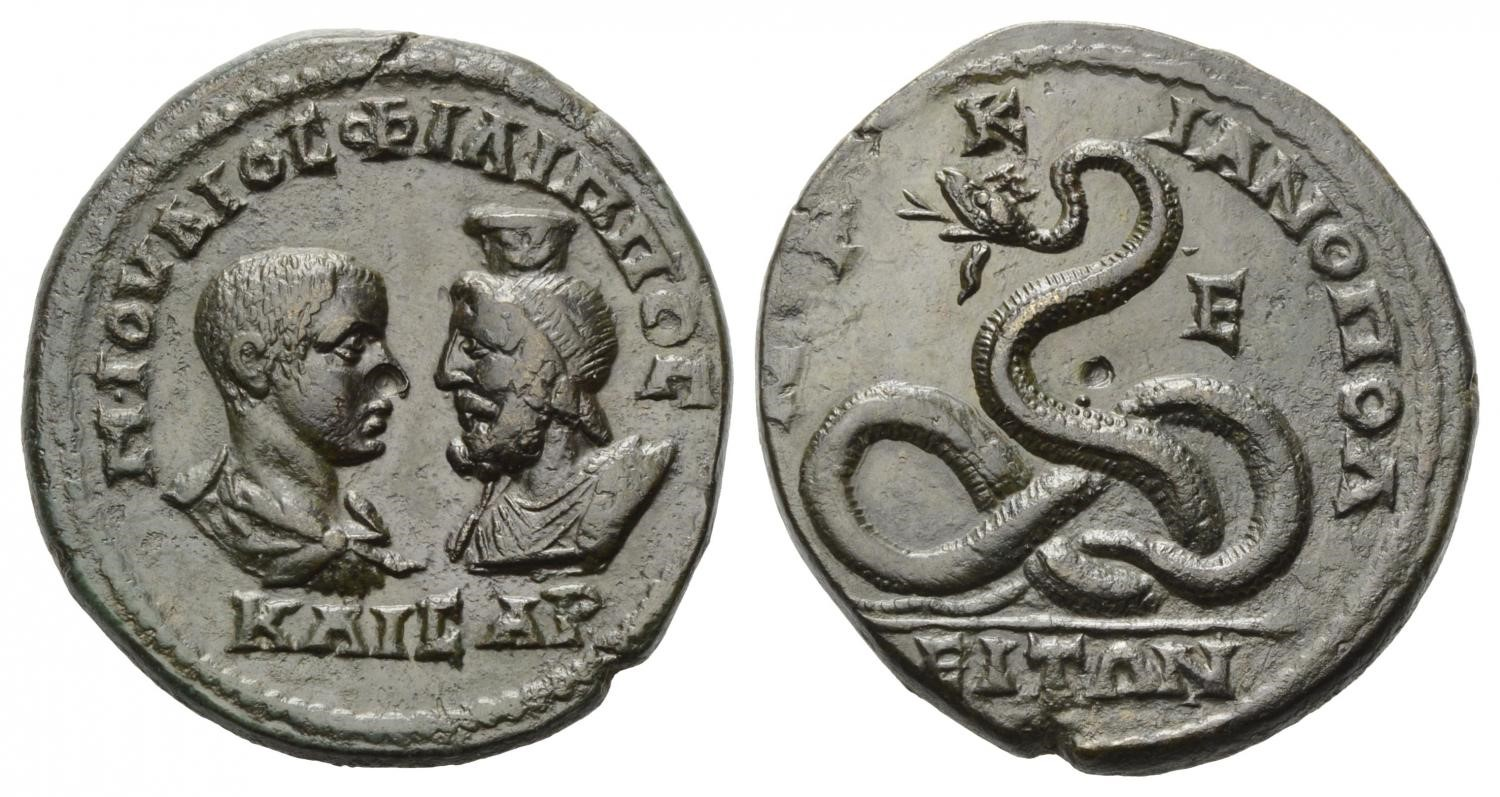
Le césar Philippe II (244-247) en face de Sarapis, avec Glycon au revers. Monnaie de Marcianopolis.

Autour de 160, le culte de Glycon s'était répandu tout autour du Pont Euxin, de l'Égée (Abonuteichos est un port) et jusqu'en Syrie : on a trouvé à Antioche une inscription datant de cette époque qui reprend le texte d'un oracle de Glycon donné par Lucien et expliquant comment Apollon Phoibos protégeait de la peste. Alexandre ne manqua pas aussi de proclamer des liens avec les grands sanctuaires oraculaires de l'époque, en particulier celui de Claros, vers Colophon. Le culte de Glycon était très syncrétique et ajoutait, à ses aspects oraculaires, des aspects initiatiques, sur le modèle des Mystères d'Éleusis avec des représentations qui mettaient en scène la naissance d'Esculape, celle de Glycon et l'union du devin Alexandre avec Séléné.
Également à cette époque, le gouverneur d'Asie, Publius Mummius Sisenna Rutilianus, se déclarait protecteur de l'oracle de Glycon. Cet homme se maria par la suite avec la fille d'Alexandre et recueillit la prêtrise de Glycon quand son beau-père fut mort. Selon Lucien, un autre gouverneur romain, Marcus Sedatius Severianus, gouverneur de Cappadoce, fut mené par l'oracle de Glycon en Arménie, où il devait mourir. Il fut en fait victime de sa défaite face au roi des Parthes et l'Arménie ne retourna dans la zone d'influence romaine qu'après avoir été reprise par Statius Priscus. Même l'empereur Marc Aurèle s'intéressait aux prophéties d'Alexandre.
Pendant ce temps, Abonuteichos, petit village de pêcheurs avant l'arrivée du culte, devint une grande ville et changea de nom, devenant Iônopolis (aujourd'hui Inebolu en Turquie).
Le culte de Glycon se retrouve du Danube à l'Euphrate, on en a retrouvé des témoignages à Tomis, à Athènes, en Égypte, en Thrace, en Mésie, en Dacie. À partir du règne d'Antonin le Pieux et durant tout le IIIe siècle, des pièces romaines officielles furent frappées en l'honneur de Glycon, ce qui atteste sa popularité. Après la mort d'Alexandre vers 170 le culte commença cependant à décliner et il disparut au IVe siècle sous l'influence du christianisme. On a voulu identifier Glycon avec le Deus amabilis d'une inscription de Rome, mais cette épithète pourrait convenir à tout autre dieu.

## Postérité
La disparition du culte est certaine dès le IVe siècle. Sans que cela prouve un lien direct avec le culte de Glycon, la superstition qui voudrait que rencontrer un serpent serait « un signe des esprits » (avec interprétation de son comportement), demeure jusqu'à nos jours dans la région.
L'auteur de bande dessinée anglais Alan Moore, qui revendique sa qualité de magicien pratiquant, est un adorateur déclaré de Glycon.

#### Texte de Lucien sur Alexandre et Glycon
- Alexandre ou le faux prophète, page 453 des œuvres complètes proposées sur Gallica.
- Lucien de Samosate, Alexandre ou le faux prophète, Les Belles Lettres, Paris, 2003 (réédition bilingue de la traduction de M. Caster)
- Émile Chambry, Alain Billault, Émeline Marquis et Dominique Goust (trad. du grec ancien par Émile Chambry, préf. Alain Billault), Lucien de Samosate : Œuvres complètes, Paris, Éditions Robert Laffont, coll. « Bouquins », 2015, 1248 p. (ISBN 978-2-221-10902-1).

## Études sur Glycon et Alexandre
- E. Pottier, « Glykon », dans Charles Victor Daremberg et E. Saglio, Dictionnaire des Antiquités grecques et romaines, Paris, 1896, p. 1615 Lire en ligne.
- Franz Cumont, Alexandre d'Abonotichos. Un épisode de l'histoire du paganisme au IIe siècle de notre ère, Bruxelles, 1887.
- M. Caster, Études sur Alexandre ou le faux prophète, Paris, 1938 (texte, traduction et commentaire).
- Louis Robert, À travers l'Asie Mineure. Poètes, prosateurs, monnaies grecques, voyageurs et géographie, Paris, 1980 (BEFAR, 139), p. 393-436.
- Louis Robert, « Le serpent Glycon d'Abonouteichos à Athènes et Artémis d'Éphèse à Rome », dans CRAI, 125-3, 1981, p. 513-535 Lire en ligne repris dans Opera minora selecta, V (Amsterdam, 1989), p. 747 sq.
- D. Becker, « Les mystères de Glycon », Sectes, petites Églises et réseaux mystiques 1994, Sarreguemines, Association d'étude et d'information sur les mouvements religieux, 1994

### Études plus générales sur le contexte religieux de l'époque
- P. Brown, Genèse de l'antiquité tardive, Paris, (1978) 1983
- C.P. Jones, Culture and Society in Lucian, 1986.
- R. Lane Fox, Pagans and Christians in the Mediterranean World, 1986.
- Article comparant Lucien, Apulée et Aristide

### Articles sur Internet
- (en) Jona Lendering, Glycon bien illustré
- Lexique université du Québec

### Aspects contemporains
- M.S. Kos, « Draco and the survival of the snake cult in the central Balkans », dans Tyche numéro 6, 1991.
- Douglas Wolk, Please, Sir, I Want Some Moore: The lazy British genius who transformed American comics, 2003.